# تلگرام
تِلِگرام (به انگلیسی: Telegram) یک سرویس پیام‌رسان فوری متن‌باز چندسکویی مبتنی بر رایانش ابری است. این پیام‌رسان در سال ۲۰۱۳ توسط دو برادر به نام‌های پاول و نیکلای دورف راه‌اندازی شد. تلگرام رسماً برای اندروید، ویندوز فون و آی‌اواس در دسترس است. نرم‌افزارهای کلاینت غیررسمی برای نسخهٔ وب، نسخهٔ مک‌اواس، نسخهٔ لینوکس و یک کلاینت دسکتاپ مایکروسافت ویندوز از توسعه‌دهنده‌های مستقل که از واسط برنامه‌نویسی کاربردی تلگرام استفاده می‌کنند در دسترس هستند. کاربران عادی، امکان ارسال پیام، نگاره، ویدئو و همه گونه پرونده‌های خودویرانگر و رمزنگاری‌شده را تا حجم ۲ گیگابایت دارند.
در اواخر اوت ۲۰۲۱ تلگرام به یک میلیارد بارگیری در سراسر جهان رسید.

## شمار کاربران
در اکتبر ۲۰۱۳ تلگرام روزانه صد هزار کاربر فعال داشت. در ۲۴ مارس ۲۰۱۴ این شمار به ۱۵ میلیون رسید.
در دسامبر ۲۰۱۴ تلگرام اعلام کرد که بیش از ۵۰ میلیون کاربر فعال دارد که روزانه بیش از یک میلیارد پیام همرسانی می‌کنند. میزان همرسانی پیام‌ها در بازه زمانی پنج‌ماهه دو برابر شد و به ۲ میلیارد پیام در روز رسید.
در سپتامبر ۲۰۱۵ اعلام شد که تلگرام بیش از ۶۰ میلیون کاربر فعال دارد که روزانه ۱۲ میلیارد پیام با یکدیگر همرسانی می‌کنند. در فوریه ۲۰۱۵ شُمار ثبت‌نام کنندگان در تلگرام به ۳۵۰ هزار کاربر در روز رسید و در مجموع روزانه بیش از ۱۵ میلیارد پیام در بستر این پیام‌رسان فرستاده شد.
در سال ۲۰۱۷ تلگرام با حدود ۱۸۰ میلیون کاربر هفتمین پیام‌رسان پرکاربرد شناخته شد. در این فهرست تلگرام با مسنجر و واتس‌اپ در جایگاه نخست بودند.
در ۱۳ فوریه ۲۰۲۰ تلگرام کاربران فعال خود را بیش از ۴۰۰ میلیون اعلام کرد.
در ژانویه ۲۰۲۱ پاول دوروف بنیانگذار و مدیرعامل پیام‌رسان تلگرام اعلام کرد که شمار کابران فعال این پیام‌رسان از مرز ۵۰۰ میلیون عبور کرده است.
در ۱۹ ژوئن ۲۰۲۲ (۲۹ خرداد ۱۴۰۱) تلگرام در بیانیه‌ای مطبوعاتی ضمن معرفی سرویس اشتراکی خود اعلام کرد ماهانه بیش از ۷۰۰ میلیون کاربر فعال دارد. این پیام‌رسان که امسال خودش را به جمع پنج اپلیکیشن پردانلود در سراسر جهان رسانده، توانسته در پنج ماه اخیر، ماهانه ۲۰۰ میلیون کاربر فعال جدید جذب کند.

## دفتر مرکزی
تلگرام به عنوان شرکت در انگلستان و آمریکا به ثبت رسیده است. بر اساس «پرسش‌های متداول» در وبگاه رسمی تلگرام، تیم توسعه‌دهندگان در شهر دبی، امارات متحدهٔ عربی قرار دارند. به گفتهٔ آنان، به‌دلیل تغییر قوانین فناوری اطلاعات روسیه مجبور به ترک آن کشور شدند. آنها شهرهای دیگر مانند برلین، لندن و کشور سنگاپور را امتحان کردند ولی در نهایت در دبی مستقر شده‌اند. از سال ۲۰۱۷ ستاد این شرکت در دبی مستقر است.

## معماری

### پروتکل
پروتکل تازه‌ساخت MTProto توسط نیکلای دورف بر مبنای رمزنگاری استاندارد رمزنگاری پیشرفته (ای‌ئی‌اس) ۲۵۶ بیتی متقارن، رمزنگاری آراس‌ای ۲۰۴۸ و پروتکل همرسانی کلید دیفی-هلمن است.

### پروانه
همهٔ نرم‌افزارهای رسمی تلگرام (و چند نرم‌افزار غیررسمی) متن‌باز هستند. هرچند، نرم‌افزار سمت سرور تلگرام مالکیتی است. پاول دورف گفته است که کد سرور، نرم‌افزار آزاد نیست. زیرا معماری تلگرام نیاز به طراحی دوباره دارد تا به سرورهای مستقل اجازه دهد مانند یک اَبرِ تلگرام پیوسته کار کنند.

## امنیت
مدل امنیتی تلگرام بارها مورد انتقاد کارشناسان امنیت سایبری قرار گرفته است. تلگرام برخلاف پیام‌رسان‌های رقیب، به صورت پیش‌فرض از رمزگذاری سرتاسری استفاده نمی‌کند. این بدان معنا است که تلگرام می‌تواند محتوای چت‌های کاربران را نظارت کند. تلگرام از پروتکل رمزنگاری اختصاصی MTProto استفاده می‌کند که به اندازه پروتکل‌های رایج‌تر آزمایش نشده است و ممکن است دارای ضعف‌هایی باشد. سازندگان تلگرام بر امنیت برنامه خود تأکید دارند. در نوامبر سال ۲۰۱۴ یک جایزهٔ سیصد هزار دلاری برای یافتن باگ بر روی تلگرام اعلام شد که خود نشان از اطمینان برنامه‌نویسان تلگرام دارد. این مسابقه در فوریه ۲۰۱۵ بدون برنده پایان یافت. در سال ۲۰۱۵ شرکت امنیتی غیرانتفاعی بنیاد مرزهای الکترونیکی رتبهٔ ۴ از ۷ را به بخش پیام‌رسان و رتبه ۷ از ۷ را به بخش چت‌های محرمانه این نرم‌افزار داد. با این‌حال همواره بحث‌هایی در خصوص ارتباط سازنده روسی این نرم‌افزار با دولت روسیه مطرح می‌شود که چندی پیش سخنگوی دولت روسیه و همچنین پاول دوروف این شایعات را تکذیب کردند.

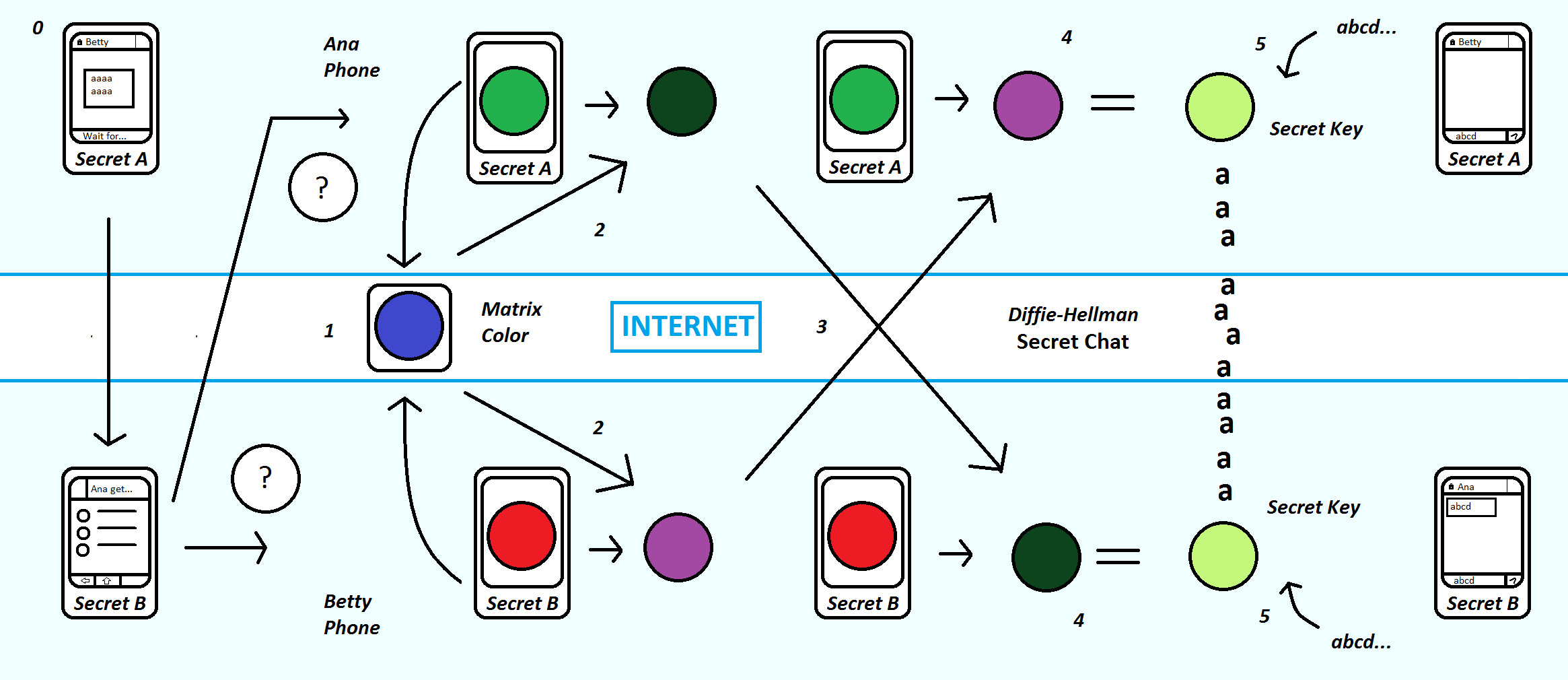
چگونگی رمزنگاری در چت محرمانه تلگرام

## مدل کسب‌وکار
تلگرام یک اپلیکیشن رایگان است و مدل کسب‌وکار آن بر مبنای کمک‌های مالی است. شیوهٔ درآمدزایی این اپلیکیشن در صفحه پرسش‌های متداول تلگرام اینگونه پاسخ داده شده است:
پاول دورف، که دیدگاه مشابهی با ما دارد، کمک مالی بزرگی به تلگرام کرده است و ما هم‌اکنون به اندازهٔ کافی پول داریم. اگر پول کم بیاوریم، امکانات غیرضروری پولی اضافه خواهیم کرد تا هزینهٔ زیرساخت‌ها و حقوق توسعه‌دهندگان را تأمین کنیم. اما درآمدزایی هیچ‌گاه هدف تلگرام نبوده است.
پس از رسیدن تلگرام به ۵۰۰ میلیون کاربر فعال مؤسس تلگرام گفت برای ادامه فعالیت‌ها این پیام‌رسان از ۲۰۲۱میلادی شروع به درآمدزایی می‌کند. دورف به این موضوع اشاره کرد که شخصاً در این هفت سال از تلگرام پشتیبانی مالی کرده است. اما با افزایش کاربران آن به دنبال راه‌هایی برای درآمدزایی توسط این سرویس پیام‌رسان فوری است. دورف به همین منظور اقدام به راه‌اندازی پلتفرم تبلیغات اختصاصی برای کانال‌های عمومی و افزودن اشتراک پریمیوم به تلگرام کرد.

## امکانات

### گروه
گروه‌ها یکی از بخش‌های اصلی پیام‌رسان تلگرام هستند. به‌طوریکه کاربران می‌توانند با پیوستن به گروه‌ها به صورت چند سویه با دیگران ارتباط برقرار کنند. گروه‌های نخستین، توانایی پذیرش ۲۰۰ عضو را داشتند. ولی تلگرام در ویرایش‌های بعدی توانایی پذیرش گروه عادی به سوپر گروه و افزایش اعضا را از ۲۰۰ به ۵۰۰ و سپس به ۵۰۰۰ نفر را در دسترس همگان قرار داد.
از ویرایش مارس ۲۰۱۶ مدیران گروه‌ها می‌توانند پیام سنجاق‌شده را در بالای گروه‌ها قرار دهند که به آن «اطلاعیه» نیز می‌گویند. از دیگر موارد می‌توان به انتخاب شناسه برای گروه‌ها و ساخت گروه‌های عمومی اشاره کرد که توانایی جستجوی گروه‌ها بر اساس شناسه را برای کاربران فراهم می‌کند.

### کانال
کانال تلگرام، مسیر یک سویه‌ای است که فقط مدیران آن می‌توانند در آن پُست‌های دلخواه را برای اعضای کانال منتشر کنند و دیگر اعضا امکان افزودن پست در آن را ندارند. از کانال می‌توان برای پیام‌رسانی به‌شمار نامحدودی از کاربران استفاده کرد. این کانال‌ها می‌توانند به صورت عمومی باشند و همه کاربران بتوانند در آن عضو شوند یا خصوصی باشند و امکان عضویت برای همه نباشد.

### ربات
در ژوئن ۲۰۱۵ تلگرام اجازه ساخت ربات را به کاربران ثالث داد. این ربات‌ها حساب‌های کاربری هستند که از روی یک برنامه اجرا می‌شوند.

### چت‌های محرمانه
پیام‌ها همچنان می‌توانند به صورت رمزنگاری دوسویه ارسال شوند. این پیام‌ها با سرویس پروتکل MTProto رمزگذاری می‌شوند.

### تماس صوتی
در اواخر مارس ۲۰۱۷ تلگرام تماس صوتی خود را معرفی کرد. تماس‌ها بر مبنای شیوه رمزگذاری سرتاسر چت‌های محرمانه ساخته شده است.

### تماس تصویری
در بروزرسانی سال ۲۰۲۰ تلگرام، همزمان با هفت سالگی این پیام‌رسان، از امکان تماس تصویری مبتنی بر رمزگذاری سرتاسر رونمایی شد.

### نمایش فوری
نمایش فوری نسخه ۲ (به انگلیسی: Instant View 2.0) راهی است برای نمایش صفحات وب بدون زمان تأخیر جهت نمایش محتوا. در حقیقت تمامی کاربران تلگرام می‌توانند وبلاگ‌ها و وبسایت‌های مختلف را در قالبی یکسان و قابل خواندن مشاهده نمایند. نمایش فوری از متن و هر نوع رسانه به‌خوبی پشتیبانی می‌کند و حتی اگر وبسایت مورد نظر جهت نمایش در حالت تلفن‌همراه بهینه نشده باشد، بازهم با تلفن‌همراه سازگار است. علت نمایش فوق سریع این ویژگی، بسیار سبک بودن و همچنین بهینه بودن برای همه تلفن‌های‌همراه این است که تلگرام با انجام شخصی‌سازی‌هایی اولا وبسایت مورد نظر را کش می‌کند و ثانیاً کدهای آن را برای ظاهر موبایل تغییر می‌دهد.

### ارتباط ویدوئی گروهی
در ارتباط ویدوئی گروهی با پین شدن فرد، می‌توان اقدام به تشکیل ویدئو کنفرانس با محوریت فرد پین شده نمود. بسته به نوع گجت قابلیت‌های ارتباط ویدئویی گروهی متفاوت خواهد بود. در تبلت یک نوار در کنار صفحه ظاهر می‌شود که فهرست افراد حاضر در جلسه را نشان خواهد داد.

### تلگراف

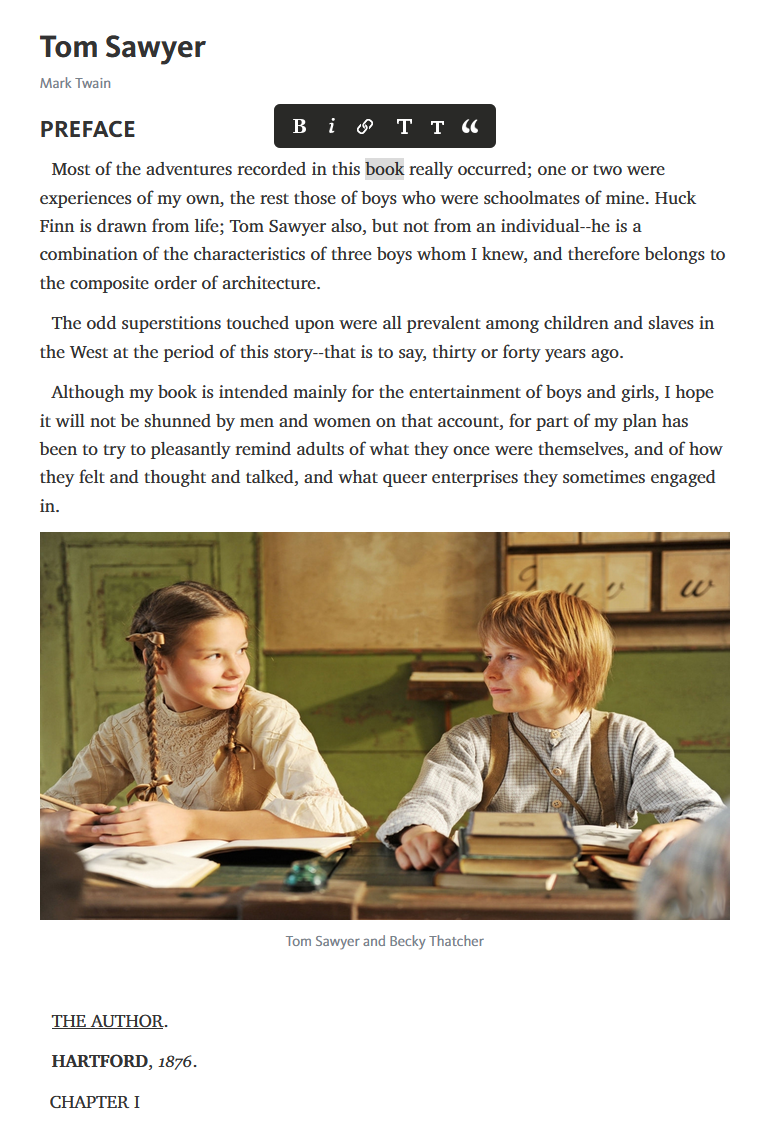
نمونه‌ای از صفحهٔ ابزار تلگراف

تلگراف (Telegra.ph) ابزاری برای انتشار محتوای متنی به‌همراه تصویر از طریق تلگرام است. از این ویژگی می‌توان برای نوشتن مقالات و هم‌رسانی آن‌ها در فضای اینترنت استفاده کرد.

### پوشه‌های سفارشی
در به روزرسانی اخیر تلگرام در تاریخ ماه مه ۲۰۲۰(برابر ‎اردیبهشت ۱۳۹۹) تلگرام قابلیت «پوشه‌های سفارشی» را اضافه کرد که می‌توان با ساختن چندین پوشه، مخاطبان خود را مدیریت کرد. در حقیقت می‌توان به‌عنوان مثال یک پوشه جهت همکاران خود ایجاد کرده و آن را به دلخواه «همکاران» بنامید و همکاران خود را به آن پوشه اضافه نمایید. بعد از انتخاب پوشه همکاران فقط مخاطبینی از شما که به‌عنوان همکار در این پوشه اضافه کرده‌اید نمایش داده خواهند شد. همچنین می‌توانید برای هر پوشه خود از لیست آیکون‌های تلگرام استفاده کنید.

### انتقال تاریخچه گفتگو از برنامه‌های دیگر
در ۲۸ ژانویه ۲۰۲۱ تلگرام در به روزرسانی جدید خود امکانات نویی را ارائه کرد که همه می‌توانند تاریخچه گفتگوی خود، به همراه ویدیوها و سندها را از برنامه‌های دیگر مانند واتس‌اپ، لاین و کاکائو تاک به تلگرام انتقال دهند. این قابلیت هم برای گفتگوهای خصوصی و گروهی کار می‌کند.

### اشتراک پریمیوم
با عضویت کاربران در اشتراک پریمیوم، قابلیت‌های جدیدی در اختیارشان قرار می‌گیرد که برای مثال می‌توان به امکان آپلود فایل‌های ۴ گیگابایتی، سرعت دانلود بالاتر، بهبود مدیریت چت، استیکرهای اختصاصی اشاره کرد. هزینه ماهانه این اشتراک با توجه به موقعیت مکانی کاربر متفاوت و چیزی بین ۴٫۹۹ تا ۶ دلار می‌باشد.

## انتقادها
تلگرام همواره متهم شده در جلوگیری از معاملات غیرقانونی، قاچاق مواد مخدر، کلاهبرداری و انتشار تصاویر سوءاستفاده جنسی از کودکان کوتاهی می‌کند.

### داعش
در ماه نوامبر ۲۰۱۵ تلگرام حساب ۷۸ کاربر شخصی و کانال را به علت همکاری با داعش مسدود و اعلام کرد که از این پس امکاناتی در اختیار کاربران قرار خواهد داد تا این‌گونه کاربران مشکوک را گزارش کنند. به نظر می‌رسد داعش هنوز در این شبکه فعال است.

## فیلترینگ

### روسیه

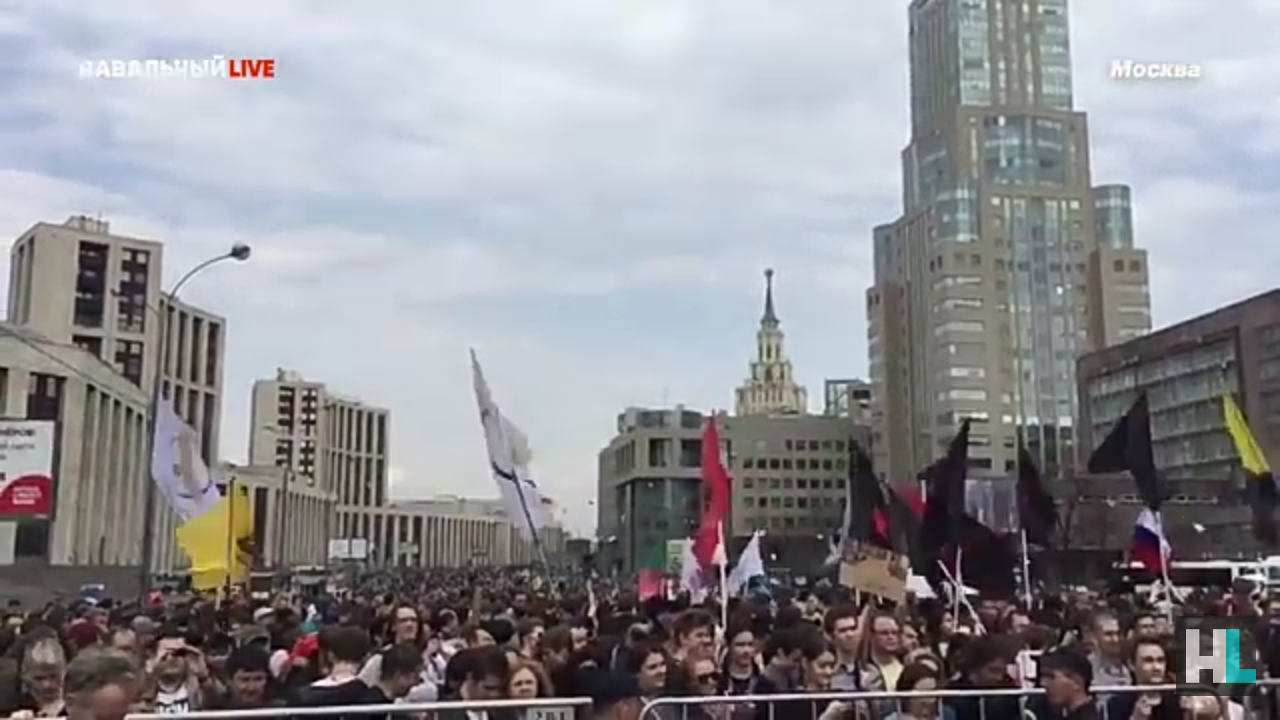
تظاهرات در اعتراض به مسدود شدن تلگرام در روسیه

کاربران روس، نزدیک به هفت درصد از کل کاربران تلگرام را تشکیل می‌دهند. به گفته سرویس امنیت فدرال روسیه (FSB) عاملان حمله ۲۰۱۷ متروی سن پترزبورگ از تلگرام برای ارتباط استفاده کرده بودند. در اکتبر سال ۲۰۱۷ پیام‌رسان تلگرام به دلیل خودداری از ارائه کلیدهای رمزنگاری پیام‌های کاربران به سرویس امنیت فدرال روسیه ۸۰۰ هزار روبل روسیه برابر ۱۸ هزار دلار آمریکا جریمه شد. در مارس ۲۰۱۸ سازمان تنظیم ارتباطات روسیه برای دومین بار به مدیران تلگرام دو هفته وقت داد تا داده‌های کاربران و کدهای رمزنگاری را به سازمان اطلاعات و امنیت روسیه تسلیم کنند؛ ولی با خودداری مدیران تلگرام از این کار، در ۱۳ آوریل ۲۰۱۸ دادگاهی در مسکو حکم ممنوعیت سرویس پیام‌رسان تلگرام در روسیه را صادر کرد. پاول دوروف به این دادگاه، وکیل نفرستاده بود. وی همچنین گفته بود: «حتی اگر این به قیمت توقف فعالیت آن تمام شود، تلگرام، حریم خصوصی کاربران خود را حفظ خواهد کرد». در ۱۶ آوریل ۲۰۱۸ سازمان تنظیم ارتباطات روسیه، آغاز فیلترینگ دسترسی به پیام‌رسان تلگرام در این کشور را اعلام کرد. در مه ۲۰۱۸ مقام‌های روسیه از شرکت اپل خواستند خدمات ارسال اطلاع فوری تلگرام را در روسیه متوقف کرده و اپلیکیشن آن از اپ استورهای روسیه حذف شود. این مقام‌ها گفتند که در حال گفتگو با گوگل هستند تا دسترسی به این پیام‌رسان با سیستم عامل اندروید ناممکن شود.

به‌طور کامل بسته شده
برخی دسترسی‌ها (از جمله تماس صوتی) بسته شده یا نرم‌افزار به‌طور موقت بسته شده

برای رویارویی با حکم دادگاه، پاول دوروف، جنبشی به نام «مقاومت دیجیتال» را پایه‌گذاری کرد و هدف آن را جنبشی نامتمرکز برای دفاع از آزادی و پیشرفت دیجیتال در جهان خواند. گفته می‌شد ممنوعیت دسترسی به تلگرام تأثیر چشمگیری بر فعالیت کاربران روس نگذاشته است. چون کاربران روس این پیام‌رسان از وی‌پی‌ان و فیلترشکن استفاده می‌کنند. اما نهایتاً تلگرام با دولت روسیه اینطور مصالحه کرد که از قوانین حفاظت از داده‌های این کشور تبعیت کند اما داده‌های شهروندان روس را در روسیه ذخیره نکند.
در ۱۸ ژوئن ۲۰۲۰ سازمان فدرال نظارت بر ارتباطات، فناوری اطلاعات و رسانه‌های جمعی روسیه با موافقت دادستان کل این کشور محدودیت‌های دسترسی کاربران روسی به پیام‌رسان تلگرام را لغو کرد. دستگاه قضایی روسیه اعلام کرد با استناد به اعلام آمادگی پاول دوروف بنیانگذار تلگرام برای مقابله با تروریسم و افراط‌گرایی، الزامات محدودکنندهٔ دسترسی به پیام‌رسان تلگرام را برطرف می‌کند.

### ایران
نظام جمهوری اسلامی ایران بارها بحث فیلترینگ تلگرام را مورد بررسی قرار داد و همواره محدودیت‌هایی را برای دسترسی کاربران به آن اعمال کرده است. به‌گونه‌ای که دسترسی کاربران به این پیام‌رسان همواره با اختلالات جدی روبرو می‌شده است.
این پیام‌رسان نقش پررنگی در کاهش رأی جناح اصولگرایان جمهوری اسلامی ایران در چند انتخابات از ۱۳۹۲ تا ۱۳۹۴ مانند انتخابات ریاست جمهوری ۱۳۹۲ و مجلس شورای اسلامی و حذف چهره‌های شاخص مجلس خبرگان رهبری داشته است.
پس از اعتراضات دی ۱۳۹۶ ایران، علاءالدین بروجردی طی اظهاراتی از فیلترشدن تلگرام تا پایان فروردین ۱۳۹۷ خبر داد. کانال تلگرام رهبر ایران و معاون اول رئیس‌جمهوری نیز در روز ۲۹ فروردین ۱۳۹۷ پایان فعالیت خود در این پیام‌رسان را اعلام و از جایگزینی این کانال‌ها با کانال‌هایی در پیام‌رسان‌های داخلی ایران خبر دادند.
در ۱۰ اردیبهشت ۱۳۹۷ تلگرام در ایران به دستور قضایی فیلتر شد. دستور قضایی دربارهٔ مسدودسازی پیام‌رسان تلگرام از سوی بازپرس شعبه دوم دادسرای فرهنگ و رسانه تهران صادر شد. بر پایه این دستور «کلیه ارائه دهندگان خدمات دسترسی به اینترنت کشور خصوصاً شرکت ارتباطات زیرساخت و اپراتورهای تلفن و دارندگان پروانه ارائه خدمات ارتباطات ثابت مکلف‌اند از تاریخ ۱۰ اردیبهشت ۱۳۹۷ نسبت به اعمال مسدودسازی کامل وب سایت و اپلیکیشن شبکه اجتماعی تلگرام اقدام نمایند.»
در متن حکم مسدودسازی تلگرام آمده است که «اِعمال مسدودسازی باید به‌گونه‌ای باشد که محتوای پیام‌رسان یادشده با هیچ نرم‌افزاری در کشور قابل دسترس نباشد، تخلف از اجرای این دستور موجب تعقیب کیفری خواهد بود.»

## تلگرام در ایران
پیش از فیلترینگ، بیش از ۸۰ درصد از کاربران ایرانی از تلگرام استفاده می‌کردند. تا شهریور ۱۳۹۵ بیش از ۲۰ میلیون کاربر ایرانی در تلگرام فعالیت می‌کردند. تلگرام در اواخر مارس ۲۰۱۸ اعلام کرد که نزدیک به ۲۰۰ میلیون کاربر فعال در سرتاسر جهان دارد که بیش از ۴۰ میلیون نفر از کاربران آن (یک پنجم کل کاربران) در ایران بودند. بر پایه نظرسنجی انجام‌شده از سوی مرکز افکارسنجی دانشجویان ایران (ایسپا) تلگرام تا پیش از فیلتر شدن، محبوب‌ترین پیام‌رسان در ایران بود. به گونه‌ای که در سال ۱۳۹۶ ۶۲٫۲ درصد ایرانیان عضو آن بوده‌اند. تلگرام در اطلاع‌رسانی و بسیج اجتماعی برای کارهای امدادی از جمله در زمین‌لرزه ۱۳۹۶ ازگله اثرگذار بوده است.
پس از فیلترینگ پیامرسان واتس‌اپ در پی اعتراض به کشته شدن مهسا امینی توسط دولت ایران، پیامرسان واتس‌اپ دچار اختلالات شدیدی شد. به‌طوری که حتی با VPN هم قابل دسترسی نبود، طبق گزارشی حدود ۶ میلیون نفر از کاربران ایرانی که از تلگرام به واتس‌اپ مهاجرت کرده بودند دوباره به تلگرام بازگشتند.